# Biała Wieś (województwo wielkopolskie)
Biała Wieś – wieś w Polsce położona w województwie wielkopolskim, w powiecie grodziskim, w gminie Grodzisk Wielkopolski.

## Historia
Biała Wieś została założona prawdopodobnie na początku XVIII wieku. jako osada olęderska w miejscu wykarczowanego lasu przy drodze z Grodziska Wielkopolskiego do Bukowca i zasiedlona ludnością pochodzenia niemieckiego. Nosiła wtedy nazwę Białe Olędry, a później w okresie zaborów – Weißhauland.
W okresie Wielkiego Księstwa Poznańskiego (1815-1848) wieś wzmiankowana była jako Białe Olendry i należała do wsi większych w ówczesnym powiecie bukowskim, który dzielił się na cztery okręgi (bukowski, grodziski, lutomyślski oraz lwowkowski). Białe Olendry należały do okręgu grodziskiego i stanowiły część obszernego majątku Grodzisk (Grätz), którego właścicielem był wówczas Szolc i Łubieński. Według spisu urzędowego z 1837 roku wieś liczyła 290 mieszkańców i 51 dymów (domostw).
Natomiast w czasie spisu powszechnego w roku 1921 naliczono we wsi 67 domostw i w sumie 344 mieszkańców, z których 105 podawało narodowość polską, a 239 niemiecką.
W latach 1975–1998 miejscowość administracyjnie należała do województwa poznańskiego.
Od czerwca 2014 we wsi działa klub Diamond - najnowocześniejszy tego typu obiekt w zachodniej Wielkopolsce.